# Walterné Dancsó Adrienn
Walterné Dancsó Adrienn (Budapest, 1981. szeptember 2. – ) magyar bajnok autóversenyző.
Édesanyja, Dancsó Pálné Ilonka a családi vállalkozás pénzügyi vezetője volt, édesapja Dancsó Pál gépészmérnök, a családi vállalkozás vezetője, a magyar gyorsasági autósport meghatározó alakja. Testvére nincs.
Újpesten járt iskolába, felsőfokú tanulmányait a Budapesti Gazdasági Főiskolán végezte, miközben már a családi vállalkozásban dolgozott. Gyakorlatilag a Hungaroringen nőtt fel, itt lett előbb versenyszervező, később autóversenyző. Angolul és németül beszél.
1999-ben ismerkedett meg későbbi férjével, Walter Csabával. 2004-ben az Opel Astra Kupában még egymás ellen is versenyeztek, 2014-ben pedig egy autóban ülve teljesítették az az évi nürburgringi 24 órás versenyt. 2006-ban házasodtak össze a Hungaroringen.

## Pályafutása
Walterné Dancsó Adrienn 2003 óta gyorsasági autóversenyző. Szülei versenyeket, rendezvényeket szerveztek, és később saját versenycsapatuk is lett. Először sportbíróként kezdett dolgozni, a szervezés és a sportszakmai munka gyerekkora óta érdekli. Miután 2003-ban elvégezte a csapatuk által létrehozott Hungaroring Versenyzőiskolát, rájött, hogy a pálya túloldala is nagyon érdekli.
2004-ben már az Opel Astra Kupában (amelyet édesapja, Dancsó Pál és Cserkuti József talált ki és valósított meg) versenyzett, három éven keresztül. Legjobb helyezése a harmadik hely volt. 2007 és 2010 között a Cserkuti Öcsi ötletei alapján átépített Opel Astrával versenyzett az 1600 köbcenti alatti túraautó kategóriában, ahol három bajnoki címet szerzett, és többször választották meg az Év női autóversenyzőjének.
Időközben saját csapatuk vezetője is lett, versenyzőik számos egyéni bajnoki címet szereztek az évek során. Férje érdeklődni kezdett a hosszú távú (endurance) versenyzés iránt, egy látogatás a Nordschleifére őt is megfertőzte. 2009-ben, BMW Team Hungary néven első magyar csapatként álltak rajthoz a nürburgringi 24 óráson, ennek a csapatnak pedig koordinátora, vezetője lett. A leintés pillanatának mámorában döntötte el, hogy egyszer ezt a volán mögül is meg szeretné tapasztalni.
2011-ben a debütáló Lotus Ladies Cupban vett részt, ahol számos futamgyőzelem mellett éves értékelésben második lett. 2012 és 2014 között csapatuk endurance autójával – egy M3-as BMW-vel – edzett és versenyzett, hiszen ekkor már ott lebegett előtte a cél: rajthoz állni és célba érni a „Zöld Pokolban”, a 24 órás versenyen.
2014-ben meghívást kapott a DTM betétfutamaként megrendezett Maserati Supertrofeo hungaroringi állomására, ahol Bús Edinával csapatban a legjobb női páros lettek. 2013-ban és 2014-ben számos RCN és VLN versenyen állt rajthoz a Nürburgringen, hogy végül 2014-ben férjével és két másik csapattársukkal együtt – egyedüli magyar nőként – teljesítse a 24 órás versenyt. Ezzel megvalósította versenyzői karrierje legnagyobb álmát.
Férjével és csapatával évek óta vezetéstechnikai tréningeket tart, fiatal tehetségeket és lelkes amatőröket is oktat a pályaversenyzés és a biztonságosan dinamikus vezetés alapjaira. 2015 óta a BMW Driving Experience hivatalos oktatója, aktívan dolgozik a márka különböző rendezvényein itthon és külföldön egyaránt. 2019 óta az FIA GT-bizottságának tagja.